# Hipija
Hipija iz Elise (oko 400. pr. Kr.) grčki filozof, sofist.
Stvorio svoj vlastiti sustav mnemotehnike, te se isticao izvanrednim pamćenjem i enciklopedijskim znanjem (Mudri Hipija). Bavio se nizom disciplina: matematikom, astronomijom, muzikom, arheologijom, itd. Bio je istaknuti diplomat. Smatrao je da su svi ljudi po prirodi članovi jedne zajednice. Svaki pravni poredak je tiranin ljudima, prisiljava ih na djelovanje koje nije u skladu s prirodom i razjedinjuje ih, premda su po prirodi upućeni na zajednicu.

## Poveznice
- Filozofija
- Sofisti
- Protagora
- Gorgija
- Kritija